# Морска суеда
Морските суеди (Suaeda maritima) са вид растения от семейство Щирови (Amaranthaceae).
Таксонът е описан за пръв път от Бартелеми Дюмортие през 1827 година.